# Oak Hill (Kansas)
Oak Hill és una població dels Estats Units a l'estat de Kansas. Segons el cens del 2000 tenia 35 habitants.

## Demografia
Segons el cens del 2000, Oak Hill tenia 35 habitants, 13 habitatges, i 6 famílies. La densitat de població era de 270,3 habitants/km².
Dels 13 habitatges en un 23,1% hi vivien nens de menys de 18 anys, en un 38,5% hi vivien parelles casades, en un 7,7% dones solteres, i en un 53,8% no eren unitats familiars. En el 46,2% dels habitatges hi vivien persones soles el 30,8% de les quals corresponia a persones de 65 anys o més que vivien soles. El nombre mitjà de persones vivint en cada habitatge era de 2,69 i el nombre mitjà de persones que vivien en cada família era de 4.
Per edats la població es repartia de la següent manera: un 37,1% tenia menys de 18 anys, un 5,7% entre 18 i 24, un 28,6% entre 25 i 44, un 11,4% de 45 a 60 i un 17,1% 65 anys o més.
L'edat mediana era de 30 anys. Per cada 100 dones de 18 o més anys hi havia 144,4 homes.
La renda mediana per habitatge era de 29.583 $ i la renda mediana per família de 46.250 $. Els homes tenien una renda mediana de 20.625 $ mentre que les dones 38.750 $. La renda per capita de la població era d'11.326 $. Cap de les famílies i el 2,9% de la població estaven per davall del llindar de pobresa.

## Poblacions més properes
El següent diagrama mostra les poblacions més properes.